# Aonghas Óg
Aonghas Óg (... – 1490) è stato un nobile scozzese, ultimo Signore delle Isole indipendente.

## Biografia
Era il figlio bastardo di John Islay, Conte di Ross (Eoin). Aonghas si ribellò contro il padre e la corona scozzese. Non va confuso con il suo omonimo, Aonghas Óg di Islay, il quale combatté a fianco di Roberto I di Scozia.
Dopo aver scoperto nel 1476 il trattato segreto tra Giovanni ed Edoardo IV d'Inghilterra, Giacomo III di Scozia gli tolse l'incarico di earl e il dominio di Nairn e Inverness, oltre al comando di Kintyre e Knapdale, ma confermò a Eoin il resto delle sue terre e il titolo di Signore delle Isole. Accadde che Aonghas, come erede di Eoin, non era pronto ad accettare questo insediamento. Aonghas tentò di riconquistare Ross e gli altri domini perduti. All'inizio potrebbe essere stato aiutato dal padre. Aonghas sposò Isobella Campbell figlia di Colin Campbell, primo Conte di Argyll.
Eoin, dopo aver perso il proprio prestigio, fu cacciato da Islay dal figlio. Eoin riuscì a ottenere il supporto dai MacGill'Eain ("MacLean") di Duart, dai MacLeoid di Lewis e di Harris, e dai MacNeill di Barra, così come della corona scozzese e di John Stewart, earl di Atholl; ma Aonghas aveva l'importante aiuto di Domhnall Ballach e del resto dei MacDomhnaill. Una grande battaglia navale si svolse nei pressi di Tobermory, la battaglia della baia insanguinata, probabilmente nell'anno 1481, in cui Aonghas sconfisse gli uomini delle highland occidentali, alleati del padre. Nello stesso anno si svolse anche la battaglia di Lagabraad, in cui Aonghas sconfisse un esercito reale guidato dall'Earl di Atholl. Secondo quanto scrisse Hugh MacDonald nel suo History of the MacDonalds, 517 degli uomini di Atholl furono uccisi. Aonghas, grazie a questa vittoria, riprese il controllo del castello di Dingwall e di Easter Ross. 
Aonghas aveva approfittato delle distrazioni politiche nel sud. Dal 1483 queste distrazioni finirono, e gli earl di Atholl e Huntly obbligarono Aonghas a ritirarsi a ovest. LA grande ribellione del 1488 diede a Aonghas una nuova possibilità per spostarsi a est, ed egli riuscì a riprendere il controllo di Inverness. Nel 1490 a Aonghas fu tagliata la gola durante il sonno. L'assassino era il suo arpista irlandese, Art O'Carby; il motivo per cui lo fece non è chiaro. Dopo la morte di Aonghas, la corona lanciò una nuova campagna e il figlio di Aonghas, Domhnall Dubh, fu catturato da Colin Campbell.